# Odcinek Kordonowy „Równe”
Odcinek Kordonowy „Równe” – struktura terytorialna wojsk etapowych w okresie II Rzeczypospolitej.

## Formowanie i zmiany organizacyjne
W ramach Kordonu Granicznego Naczelnego Dowództwa Wojska Polskiego, w 1921 powołane zostały dowództwa odcinków kordonowych.
W myśl rozkazu demobilizacyjnego Ekspozytury Etapowej 6 Armii, rozkazem służby kordonowej nr 5 Wołyńskiej Inspekcji Etapowej z 23 kwietnia 1921, powołany został odcinek kordonowy „Równe”. Etat dowództwa przewidywał: dowódca OK -płk/ppłk o uprawnieniach dyscyplinarnych dowódcy pułku detaszowanego, zastępca dowódcy OK - mjr/kpt., dwóch referentów-por./ppor. (w tym jeden oficer żandarmerii), dwóch podoficerów kancelaryjnych, maszynistka, dwóch woźniców. Z chwilą przejęcia obowiązków kordonowych przez OK „Równe”, przestała istnieć Delegatura Wołyńskiej Inspekcji Etapowej w Równem.

## Obsada personalna
Dowódcy odcinka
- ppłk Króżelewski[wymaga weryfikacji?] (23 IV 1921[1] - )

Zastępca dowódcy odcinka
- kpt. piech. Roman Siła-Nowicki

dowódcy pododcinków
- nr 3 – płk piech. Tomasz Giewartowski
- nr 4 – płk piech. Aleksander Szukiewicz[3]
- nr 5 – ppłk piech. Jan Łuszczki[4]

## Struktura organizacyjna
- dowództwo OK – Równe[1]
  - pododcinek kordonowy nr 3 „Dubno”
  - pododcinek kordonowy nr 4 „Hoszcza”
  - pododcinek kordonowy nr 5 „Sarny”
  - pododcinek kordonowy nr 6 „Łuniniec”